# Clausen

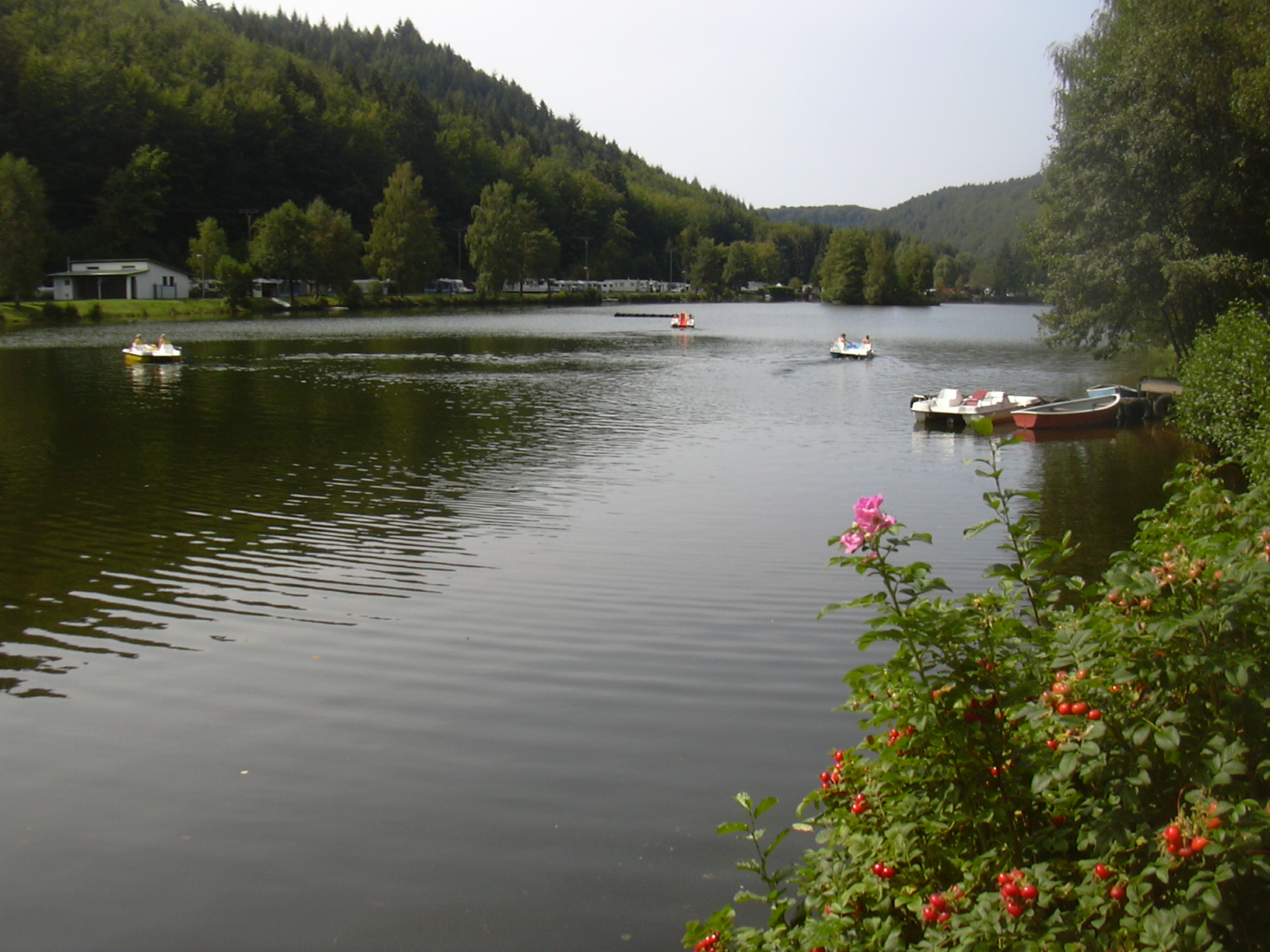
Clausensee

Clausen ist eine Ortsgemeinde im Landkreis Südwestpfalz in Rheinland-Pfalz. Sie gehört der Verbandsgemeinde Rodalben an, innerhalb derer sie gemessen an der Einwohnerzahl die drittgrößte Ortsgemeinde darstellt.

## Geographie

### Lage
Clausen liegt im Gräfensteiner Land im Pfälzerwald. 80 Prozent der Gemarkungsfläche sind bewaldet. Die nächste größere Stadt ist das südwestlich gelegene Pirmasens. Zu Clausen gehören auch die Wohnplätze Forsthaus Heidelsburg, Jugendheim Hollertal sowie Orlebrunnen. Nachbargemeinden sind – im Uhrzeigersinn – Heltersberg, Leimen, Merzalben, Münchweiler an der Rodalb, Rodalben, Donsieders und Waldfischbach-Burgalben.

### Erhebungen und Gewässer
Im Osten der Gemarkung erhebt sich der 465 Meter hohe Hesselsberg.
Der Schwarzbach bildet im Nordosten zunächst die Gemarkungsgrenze zu Heltersberg; in diesem Bereich befindet sich auch der Clausensee. Danach bildet der Fluss die Grenze zu Waldfischbach-Burgalben. Dort nimmt er von links den Hollertalbach auf, der das Siedlungsgebiet jedoch nicht berührt. Im äußersten Süden reicht die Gemeindegemarkung für ein kurzes Stück bis an die Rodalb heran. In diesem Bereich nimmt Letztere von rechts den im Gemeindegebiet entspringenden und in Richtung Süden fließenden Dreiweiherbach auf; während seiner letzten 300 Meter bildet dieser die Gemarkungsgrenze zwischen Rodalben und Clausen.

## Geschichte

### Entwicklung bis Anfang des 19. Jahrhunderts
Das Dorf Clausen gehörte bis zum Ende des 18. Jahrhunderts zur Markgrafschaft Baden. Im Jahr 1794 wurde das Linke Rheinufer im Ersten Koalitionskrieg besetzt.
Von 1798 bis 1814, als die Pfalz ein Teil der Französischen Republik (bis 1804) und anschließend ein Teil des Napoleonischen Kaiserreichs war, war Clausen in den Kanton Waldfischbach im Departement Donnersberg eingegliedert und unterstand der Mairie Merzalben.

### Notlandung bei einer historischen Ballonfahrt
Der Luftfahrtpionier und Erfinder des rahmenlosen Fallschirms André-Jacques Garnerin (1769–1823) absolvierte am 22. und 23. November 1807 eine 395 km lange Ballonfahrt zwischen Paris und Clausen. Die unvorhergesehene Notlandung in Clausen machte der Ballon- und Fallschirmpionier, als er merkte, dass seine Fernfahrt von Paris in die Schweiz zu einer Irrfahrt geworden war. Bei der Notlandung wurde seine Gondel leicht beschädigt. Ballonhülle und Gondel wurden von Clausen aus mittels Pferdefuhrwerk nach Zweibrücken verbracht. Von dort aus trat Garnerin mitsamt seinen Gerätschaften mit der Postkutsche die Heimreise nach Paris an.

### Weitere Entwicklung
Aufgrund der auf dem Wiener Kongress getroffenen Vereinbarungen kam das Gebiet im Juni 1815 zunächst zu Österreich und wurde 1816 auf der Grundlage eines Staatsvertrags an das Königreich Bayern abgetreten. Unter der bayerischen Verwaltung gehörte Klausen – so die damalige Schreibweise – ab 1817 zum Landkommissariat Pirmasens im Rheinkreis und ab 1862 zum Bezirksamt Pirmasens.
1939 wurde Clausen in den Landkreis Pirmasens (ab 1997 Landkreis Südwestpfalz) eingegliedert. Nach dem Zweiten Weltkrieg wurde die Gemeinde innerhalb der französischen Besatzungszone Teil des Regierungsbezirks Pfalz im damals neu gebildeten Land Rheinland-Pfalz. Im Zuge der ersten rheinland-pfälzischen Verwaltungsreform wurde der Ort Bestandteil der neu geschaffenen Verbandsgemeinde Rodalben.
Zur Zeit des Kalten Kriegs befand sich in der Nähe von Clausen ein Sondermunitionslager der US-Streitkräfte für chemische Waffen. Es wurde 1990 im Rahmen der Aktion Lindwurm aufgelöst (vgl. Miesau Army Depot).

## Bevölkerungsentwicklung
Die Entwicklung der Einwohnerzahl von Clausen, die Werte von 1871 bis 1987 beruhen auf Volkszählungen:
| Jahr | Einwohner |
| ---- | --------- |
| 1815 | 460       |
| 1835 | 721       |
| 1871 | 670       |
| 1905 | 993       |
| 1939 | 1.329     |
| 1950 | 1.432     |
| 1961 | 1.557     |

| Jahr | Einwohner |
| ---- | --------- |
| 1970 | 1.590     |
| 1987 | 1.523     |
| 1997 | 1.670     |
| 2005 | 1.598     |
| 2011 | 1.397     |
| 2017 | 1.403     |
| 2023 | 1.417     |

## Religion
Ende 2014 waren 67,4 Prozent der Einwohner katholisch und 16,2 Prozent evangelisch. Die übrigen gehörten einer anderen Religion an oder waren konfessionslos. Die Katholiken gehören zum Bistum Speyer, die Evangelischen zur Protestantischen Landeskirche Pfalz.

## Politik

### Gemeinderat
Der Gemeinderat in Clausen besteht aus 16 Ratsmitgliedern, die bei der Kommunalwahl am 9. Juni 2024 in einer personalisierten Verhältniswahl gewählt wurden, und dem ehrenamtlichen Ortsbürgermeister als Vorsitzendem.
Die Sitzverteilung im Gemeinderat:
| Wahl | SPD | CDU | FWG * | UWG | Gesamt   |
| ---- | --- | --- | ----- | --- | -------- |
| 2024 | 1   | 6   | 9     | –   | 16 Sitze |
| 2019 | 4   | 12  | –     | –   | 16 Sitze |
| 2014 | 3   | 13  | –     | –   | 16 Sitze |
| 2009 | 2   | 9   | 3     | 2   | 16 Sitze |
| 2004 | 2   | 10  | 4     | –   | 16 Sitze |

### Bürgermeister
Jens Dresen (FWG) wurde am 17. September 2024 Ortsbürgermeister von Clausen. Bei der Direktwahl am 9. Juni 2024 war er gegen einen Kandidaten der CDU mit 56,3 % der Stimmen gewählt worden.
Dresens Vorgänger Harald Wadle (CDU) hatte das Amt 2009 angetreten. Zuletzt bei der Direktwahl am 26. Mai 2019 war er mit einem Stimmenanteil von 68,89 % für weitere fünf Jahre in seinem Amt bestätigt worden. Zur Wahl 2024 trat er nicht mehr an. Wadles Vorgänger war Emil Cronauer (CDU).

### Wappen
| Wappen von Clausen | Blasonierung: „Von Blau und Rot gespalten, rechts ein linksgewendeter goldbewehrter silberner Greif, links auf gewölbtem grünem Grund der goldbekrönte selige Bernhard von Baden in goldenem Panzer mit rotem Brustkreuz, in seiner Rechten ein goldener Wappenschild mit rotem Schrägbalken, in der Linken eine silberne Fahne mit rotem Kreuz.“ |
| Wappen von Clausen | Wappenbegründung: Es wurde 1949 vom Ministerium des Innern in Koblenz genehmigt und erinnert mit dem Greif an die ehemalige Zugehörigkeit zu Baden. |

## Kultur

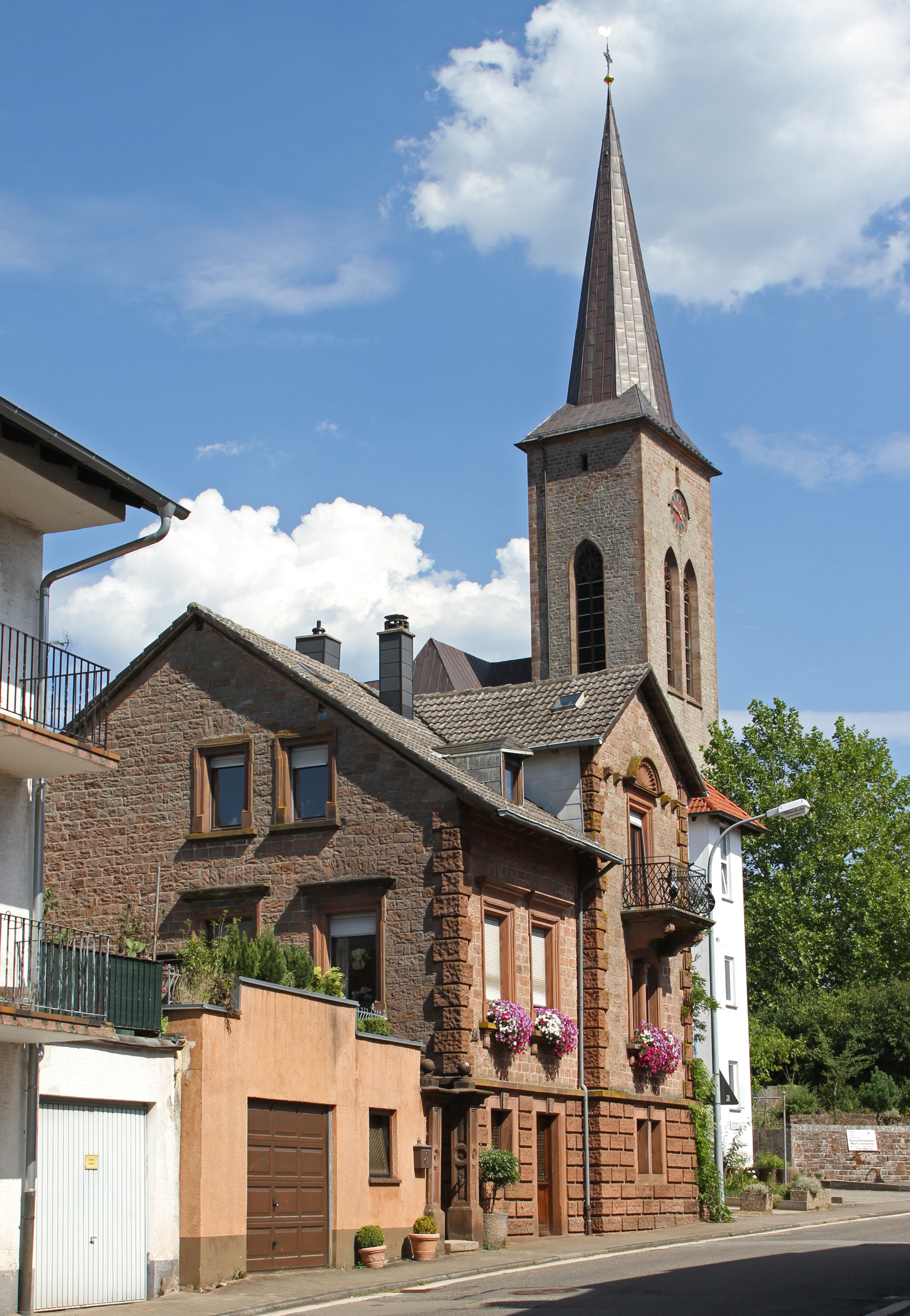
Ortsbild von Clausen

### Kulturdenkmäler
In Clausen befinden sich insgesamt sieben Objekte, die unter Denkmalschutz stehen.

### Vereine
Vor Ort existiert der FK Clausen, der von 1981 bis 1983 sowie von 1985 bis 1987 in der Fußball-Oberliga Südwest spielte.

### Veranstaltungen
Die Rockband 7ty Proof hatte 1996 ihren ersten Auftritt in Clausen.

## Wirtschaft und Infrastruktur

### Wirtschaft
Vor Ort existierte zeitweise ein Teilbetrieb von Rheinberger.

### Verkehr
Durch den Ort führt die Landesstraße 498, die die Gemeinde mit Donsieders und Waldfischbach-Burgalben sowie mit Merzalben verbindet. Über die nahegelegene Auffahrt Thaleischweiler-Fröschen der A 62 besteht Anschluss an den Fernverkehr.

### Bildung
In Clausen gibt es eine Grundschule.

## Persönlichkeiten

### Söhne und Töchter der Gemeinde
- Johannes Cronauer (1793–1870), Domvikar, Bischofssekretär und Domkapitular der Diözese Speyer; außerdem Päpstlicher Geheimkämmerer
- Werner Melzer (* 1954), ehemaliger Fußballspieler

### Personen, die vor Ort gewirkt haben
- Markus Appelmann (* 1978), Fernseh- und Hörfunkmoderator.
- Ludwig Becker (1855–1940), Architekt, entwarf die örtliche katholische Kirche.